# Karpysak
Karpysak (ros. Карпысак) – wieś (sieło) w Rosji, w obwodzie nowosybirskim, w rejonie toguczyńskim. W 2010 liczyła 685 mieszkańców.